# ناتان بوتس
ناتان بوتس (هلندی: Nathan Bouts) یک هنرپیشه بلژیکی است.
در سال ۲۰۱۸، پس از تست بازیگری، نقش ینس استوفلز در سریال آنلاین اسکام بلژیک به بوتس واگذار شد. پس از ایفای این نقش به مدت ۵ فصل، سریال در سال ۲۰۲۱ به پایان رسید. او در سال ۲۰۲۲ در فیلم ترسناک فلاندری فومو با بازی در نقش توبی بازی کرد. بعداً در همان سال او همچنین در سریال جوانان ۲ دزیت. ظاهر شد.
در سال ۲۰۲۰ او حرفه موسیقی را آغاز کرد و تک آهنگ آب را منتشر کرد.